# فهرست فرودگاه‌ها بر پایه کد ایکائو: C
فهرست فرودگاه‌ها بر پایه کد فرودگاهی ایکائو: A - B - C - D - E - F - G - H - I - J - K - L - M - N - O - P - Q - R - S - T - U - V - W - X - Y - Z
ببینید: فهرست فرودگاه‌ها بر پایه کد یاتا
نحوهٔ چینش اطلاعات:
- ایکائو؛ (یاتا)؛ نام فرودگاه؛ مکان فرودگاه

Currently, the only ایکائو prefixes beginning with 'C' are 'CY' and 'CZ', both assigned to Canada. Airports that are part of the Canadian National Airports System are emphasized.

## CY CZ– Canada
همچنین رده و فهرست را ببینید.

### CY
- CYAC (YAC) - فرودگاه کت لیک - Cat Lake، انتاریو
- CYAD - فرودگاه لا گراند-۳ - La Grande-3 generating station، استان کبک
- CYAG (YAG) - فرودگاه شهری فورت فرانسس - Fort Frances، انتاریو
- CYAH (YAH) - فرودگاه لا گراند-۴ - La Grande-4 generating station، استان کبک
- CYAL (YAL) - فرودگاه آلرت بی - Alert Bay، بریتیش کلمبیا
- CYAM (YAM) - فرودگاه سولت ماریه - Sault Ste. Marie، انتاریو
- CYAQ (XKS) - فرودگاه کاسابونیکا - Kasabonika، انتاریو
- CYAS (YKG) - فرودگاه کانگیرسوک - Kangirsuk، استان کبک
- CYAT (YAT) - فرودگاه اتوپیسکت - Attawapiskat، انتاریو
- CYAU - فرودگاه محلی لیورپول/شور جنوبی - Liverpool، نوا اسکوشیا
- CYAV - فرودگاه سنت اندروز - St. Andrews، مانیتوبا
- CYAW (YAW) - سی‌اف‌بی شیروتر (Halifax/Shearwater Airport) - Shearwater، نوا اسکوشیا
- CYAX - فرودگاه لک دو بانیت - Lac du Bonnet، مانیتوبا
- CYAY (YAY) - فرودگاه سنت آنتونی - St. Anthony، نیوفاندلند و لابرادور
- CYAZ (YAZ) - فرودگاه تافینو - Tofino، بریتیش کلمبیا
- CYBA - فرودگاه بانف - بنف، آلبرتا
- CYBB (YBB) - فرودگاه کوگاروک - Kugaaruk، نوناووت
- CYBC (YBC) - فرودگاه بای-کوماو - به-کومو، استان کبک
- CYBD (YBD) - فرودگاه بلا کولا - Bella Coola، بریتیش کلمبیا
- CYBE (YBE) - فرودگاه شهر اورانیوم - Uranium City، ساسکاچوان
- CYBF - فرودگاه بونیویل - Bonnyville، آلبرتا
- CYBG (YBG) - سی‌اف‌بی باگوتویل (Bagotville Airport) - Bagotville، استان کبک
- CYBK (YBK) - فرودگاه بیکر لیک - Baker Lake، نوناووت
- CYBL (YBL) - فرودگاه کمبل ریور - Campbell River، بریتیش کلمبیا
- CYBN (YBN) - Borden Heliport (سی‌اف‌بی بردن) - سی‌اف‌بی بردن، انتاریو
- CYBP - فرودگاه بروکس - بروکس، آلبرتا
- CYBQ (XTL) - فرودگاه تادول لیک - Tadoule Lake، مانیتوبا
- CYBR (YBR) - فرودگاه برندن (Brandon Municipal Airport, McGill Field) - Brandon، مانیتوبا
- CYBT (YBT) - فرودگاه بروشه - Brochet، مانیتوبا
- CYBU (YBU) - فرودگاه نیپاوین - Nipawin، ساسکاچوان
- CYBV (YBV) - فرودگاه برنس ریور - Berens River، مانیتوبا
- CYBW - فرودگاه کالگری (Springbank Airport) - کالگری، آلبرتا
- CYBX (YBX) - فرودگاه لوردز د بلانک سابلون - Blanc-Sablon، استان کبک
- CYCA (YRF) - فرودگاه کارترایت - Cartwright، نیوفاندلند و لابرادور
- CYCB (YCB) - فرودگاه کمبریج بی - Cambridge Bay، نوناووت
- CYCC (YCC) - فرودگاه منطقه‌ای کرنوال - Cornwall، انتاریو
- CYCD (YCD) - فرودگاه نانایمو - نانایمو، بریتیش کلمبیا
- CYCE (YCE) - فرودگاه صحرایی سنترالیا/یامس ت. ممریال فیلد - Centralia، انتاریو
- CYCG (YCG) - فرودگاه محلی وست کوتنی (Castlegar Airport) - Castlegar، بریتیش کلمبیا
- CYCH (YCH) - فرودگاه میرامیچی - Miramichi، نیوبرانزویک
- CYCK (XCM) - فرودگاه چاتهام-کنت - چاتهام-کنت، انتاریو، انتاریو
- CYCL (YCL) - فرودگاه شارلو - Charlo، نیوبرانزویک
- CYCN (YCN) - فرودگاه کوچران - Cochrane، انتاریو
- CYCO (YCO) - فرودگاه کوگلوکتوک - Kugluktuk، نوناووت
- CYCP (YCP) - فرودگاه بلوریور - Blue River، بریتیش کلمبیا
- CYCQ (YCQ) - فرودگاه چتویند - Chetwynd، بریتیش کلمبیا
- CYCR (YCR) - فرودگاه کراس لیک - Cross Lake، مانیتوبا
- CYCS (YCS) - فرودگاه چسترفیلد اینلت - Chesterfield Inlet، نوناووت
- CYCT - فرودگاه کورونیشن - Coronation، آلبرتا
- CYCW (YCW) - فرودگاه چیلوک - Chilliwack، بریتیش کلمبیا
- CYCX (YCX) - Gagetown Heliport (سی‌اف‌بی گاگتوون) - Oromocto، نیوبرانزویک
- CYCY (YCY) - فرودگاه کلاید ریور - Clyde River، نوناووت
- CYCZ (YCZ) - فرودگاه فیرمونت هات سپرینگز - Fairmont Hot Springs، بریتیش کلمبیا
- CYDA (YDA) - فرودگاه دوسن سیتی - Dawson City، یوکان
- CYDB (YDB) - فرودگاه برواش - Burwash Landing، یوکان
- CYDC - پایگاه هوایی پرینستن - Princeton، بریتیش کلمبیا
- CYDF (YDF) - فرودگاه منطقه‌ای دیر لیک - Deer Lake، نیوفاندلند و لابرادور
- CYDH - Ottawa/Dwyer Hill Heliport - اتاوا، انتاریو
- CYDL (YDL) - فرودگاه دیز لیک - Dease Lake، بریتیش کلمبیا
- CYDM (YDM) - فرودگاه رودخانه راس - Ross River، یوکان
- CYDN (YDN) - فرودگاه ال‌تی. کول دبلیو. جی. بارکر وی‌سی (Dauphin (Lt. Col W.G. (Billy) Barker VC Airport)) - Dauphin، مانیتوبا
- CYDO (YDO) - فرودگاه دولبآ-سنت-فلسین - دولبو-میستاسینی، کبک، استان کبک
- CYDP (YDP) - فرودگاه نین - Nain، نیوفاندلند و لابرادور
- CYDQ (YDQ) - Dawson Creek Airport - داوسون کریک، بریتیش کلمبیا
- CYEA - فرودگاه امپرس - Empress، آلبرتا
- CYED (YED) - Edmonton/Namao Heliport (سی‌اف‌بی ادمنتن) - ادمونتون، آلبرتا
- CYEE (YEE) - فرودگاه میدلاند/هورونیا - Midland، انتاریو
- CYEG (YEG) - فرودگاه بین‌المللی ادمونتون - Nisku، آلبرتا
- CYEK (YEK) - فرودگاه ارویات - Arviat، نوناووت
- CYEL (YEL) - فرودگاه شهری دریاچه الیوت - الیوت لیک، انتاریو
- CYEM (YEM) - فرودگاه شهری مانیتووانینگ/مانیتوولین ایست - Manitowaning، انتاریو
- CYEN (YEN) - فرودگاه محلی استوان - Estevan، ساسکاچوان
- CYER (YER) - فرودگاه فورت سورن - Fort Severn، انتاریو
- CYES - فرودگاه ادمندستون - Edmundston، نیوبرانزویک
- CYET (YET) - فرودگاه ادسون - Edson، آلبرتا
- CYEU (YEU) - فرودگاه اوریکا - Eureka، نوناووت
- CYEV (YEV) - فرودگاه اینوویک مایک زوبکو - Inuvik، نواحی شمال غرب
- CYEY (YEY) - فرودگاه اموس/ماگنی - Amos، استان کبک
- CYFA (YFA) - فرودگاه فورت آلبانی - Fort Albany، انتاریو
- CYFB (YFB) - فرودگاه ایکالیوت - ایکالویت، نوناووت
- CYFC (YFC) - فرودگاه بین‌المللی فردریکتون - فردریکتون، نیوبرانزویک
- CYFD (YFD) - فرودگاه برنتفورد - برنتفورد (انتاریو)، انتاریو
- CYFE (YFE) - فرودگاه فارست‌ویل - Forestville، استان کبک
- CYFH (YFH) - فرودگاه فورت هوپ - Fort Hope، انتاریو
- CYFJ - فرودگاه بین‌المللی لا ماکازا – مون ترامبلان (Rivière Rouge/Mont-Tremblant International Inc Airport) - Mont-Tremblant، استان کبک
- CYFO (YFO) - فرودگاه فلین فلون - فلین فلون، مانیتوبا
- CYFR (YFR) - فرودگاه فورت رزولوشن - Fort Resolution، نواحی شمال غرب
- CYFS (YFS) - فرودگاه فورت سیمپسون - Fort Simpson، نواحی شمال غرب
- CYFT (YMN) - فرودگاه مکوویک - Makkovik، نیوفاندلند و لابرادور
- CYGB (YGB) - فرودگاه تسادا/خلیج گیلایس - Texada Island، بریتیش کلمبیا
- CYGD (YGD) - فرودگاه گدریچ (Goderich Municipal Airport) - Goderich، انتاریو
- CYGE (YGE) - فرودگاه گولدن - Golden، بریتیش کلمبیا
- CYGH (YGH) - فرودگاه فورت گود هوپ - Fort Good Hope، نواحی شمال غرب
- CYGK (YGK) - فرودگاه کینگستون نورمن روجر (Kingston Airport) - Kingston، انتاریو
- CYGL (YGL) - فرودگاه لا گراند ریوییر - Radisson، استان کبک
- CYGM (YGM) - فرودگاه منطقه صنعتی گیملی - Gimli، مانیتوبا
- CYGO (YGO) - فرودگاه گادز لیک ناروز - Gods Lake Narrows، مانیتوبا
- CYGP (YGP) - فرودگاه گاسپی - Gaspé، استان کبک
- CYGQ (YGQ) - فرودگاه منطقه‌ای جرالدتن - ناکینا، انتاریو
- CYGR (YGR) - فرودگاه ایلس-د-لا-مادلین - Magdalen Islands، استان کبک
- CYGT (YGT) - فرودگاه ایگلولیک - Igloolik، نوناووت
- CYGV (YGV) - فرودگاه هور سنت-پیر - Havre-Saint-Pierre، استان کبک
- CYGW (YGW) - فرودگاه کویواراپیک - Kuujjuarapik، استان کبک
- CYGX (YGX) - فرودگاه گیلام - Gillam، مانیتوبا
- CYGZ (YGZ) - فرودگاه گریسه فیورد - Grise Fiord، نوناووت
- CYHA (YQC) - فرودگاه کواگتاگ - Quaqtaq، استان کبک
- CYHB (YHB) - فرودگاه خلیج هودسن - Hudson Bay، ساسکاچوان
- CYHC (CXH) - فرودگاه آبی بندرگاه ونکوور (Vancouver Coal Harbour Seaplane Base) - ونکوور، بریتیش کلمبیا
- CYHD (YHD) - فرودگاه منطقه‌ای درایدن - Dryden، انتاریو
- CYHE (YHE) - فرودگاه هپ - Hope، بریتیش کلمبیا
- CYHF (YHF) - فرودگاه هرست - Hearst، انتاریو
- CYHH (YNS) - فرودگاه نمیسکو - Nemaska، استان کبک
- CYHI (YHI) - فرودگاه اولوخاکتوک هلمان - Ulukhaktok، نواحی شمال غرب
- CYHK (YHK) - فرودگاه جوا هون - Gjoa Haven، نوناووت
- CYHM (YHM) - فرودگاه بین‌المللی جان سی. منرو همیلتن (Hamilton/John C. Munro International Airport - همیلتون (انتاریو)، انتاریو
- CYHN (YHN) - فرودگاه شهرستان هرنپاین - Hornepayne، انتاریو
- CYHO (YHO) - فرودگاه هپدال - Hopedale، نیوفاندلند و لابرادور
- CYHR (YHR) - فرودگاه چوری - Chevery، استان کبک
- CYHT (YHT) - فرودگاه هاینس جانکشن - Haines Junction، یوکان
- CYHU (YHU) - فرودگاه مونترآل/سن-اوبر - لونگوی، استان کبک
- CYHY (YHY) - فرودگاه هی ریور/مرلین کارتر - Hay River، نواحی شمال غرب
- CYHZ (YHZ) - فرودگاه شهری هالیبورتنستانهوپ - هالیفاکس، نوا اسکوشیا
- CYIB (YIB) - فرودگاه شهرستان اتیکوکان - Atikokan، انتاریو
- CYID (YDG) - فرودگاه منطقه‌ای دیگبی/آناپولیس - Digby، نوا اسکوشیا
- CYIF (YIF) - فرودگاه سنت اوگوستین - Saint-Augustin، استان کبک
- CYIK (YIK) - فرودگاه ایووییویک - Ivujivik، استان کبک
- CYIO (YIO) - فرودگاه پاند اینلت - Pond Inlet، نوناووت
- CYIV (YIV) - فرودگاه آیلند لیک - Island Lake، مانیتوبا
- CYJA - فرودگاه یشم - جاسپر (آلبرتا)، آلبرتا
- CYJF (YJF) - فرودگاه فورت لیارد - Fort Liard، نواحی شمال غرب
- CYJM (YJM) - فرودگاه فورت سینت جیمز (پریسن) - Fort St. James، بریتیش کلمبیا
- CYJN (YJN) - فرودگاه سنت جین (Saint-Jean-sur-Richelieu Airport) - سن-ژان-سور-ریشولیو، استان کبک
- CYJP - فرودگاه فورت پراویدنس - Fort Providence، نواحی شمال غرب
- CYJQ (ZEL) - فرودگاه دنی آیلند - Bella Bella، بریتیش کلمبیا
- CYJT (YJT) - فرودگاه بین‌المللی استفنویل (Stephenville Airport) - Stephenville، نیوفاندلند و لابرادور
- CYKA (YKA) - فرودگاه کملوپس - کملوپس، بریتیش کلمبیا
- CYKC - فرودگاه کالینز بی - Collins Bay، ساسکاچوان
- CYKD (LAK) - فرودگاه اکلاویک/فردی کارمایکل - Aklavik، نواحی شمال غرب
- CYKF (YKF) - فرودگاه بین‌المللی منطقه آبیلو (Kitchener/Waterloo Regional Airport) - شهرداری منطقه واترلو، انتاریو
- CYKG - فرودگاه کانگیکسویواک (ویکهام بی) - Kangiqsujuaq، استان کبک
- CYKJ (YKJ) - فرودگاه کی‌لیک - Key Lake، ساسکاچوان
- CYKL (YKL) - فرودگاه سچففرویلل - شفرویل، کبک|شفرویل، استان کبک
- CYKO (AKV) - فرودگاه اکولیویک - Akulivik، استان کبک
- CYKQ (YKQ) - فرودگاه واسکاگانیش - Waskaganish، استان کبک
- CYKX (YKX) - فرودگاه دریاچه کرکلند - Kirkland Lake، انتاریو
- CYKY (YKY) - فرودگاه محلی کیندرزلی - Kindersley، ساسکاچوان
- CYKZ (YKZ) - فرودگاه شهری باتنویل (Buttonville Municipal Airport) - Buttonville، انتاریو
- CYLA (YPJ) - فرودگاه اوپالوک - Aupaluk، استان کبک
- CYLB - فرودگاه لک لا بیچ - Lac La Biche، آلبرتا
- CYLC (YLC) - فرودگاه کیمیروت - Kimmirut، نوناووت
- CYLD (YLD) - فرودگاه چاپلاو - Chapleau، انتاریو
- CYLH (YLH) - فرودگاه لنزداون هاوزیز - Lansdowne House، انتاریو
- 'CYLI - فرودگاه لیلوئت - Lillooet، بریتیش کلمبیا
- CYLJ (YLJ) - فرودگاه میدو (ساسکتچوان) - Meadow Lake، ساسکاچوان
- CYLK - فرودگاه لوسلکه -  Lutselk'e ، نواحی شمال غرب
- CYLL (YLL) - فرودگاه لویدمینستر - لویدمینستر، آلبرتا
- CYLQ (YLQ) - فرودگاه لا توک - لاتوک، استان کبک
- CYLR (YLR) - فرودگاه لیف رپیدز - Leaf Rapids، مانیتوبا
- CYLS - فرودگاه لیک سمکو ریجنل - بری (انتاریو)/اوریلیا، انتاریو، انتاریو
- CYLT (YLT) - فرودگاه آلرت - آلرت، نوناووت
- CYLU (XGR) - فرودگاه کانگیکسویواک (رودخانه جرج) - Kangiqsualujjuaq، استان کبک
- CYLW (YLW) - فرودگاه بین‌المللی کلونا - کلونا، بریتیش کلمبیا
- CYMA (YMA) - Mayo Airport - Mayo، یوکان
- CYME (YME) - فرودگاه متن - ماتان، استان کبک
- CYMG (YMG) - فرودگاه مانیتوووادگ - Manitouwadge، انتاریو
- CYMH (YMH) - فرودگاه ماریس هاربر -  Mary's Harbour ، نیوفاندلند و لابرادور
- CYMJ (YMJ) - سی‌اف‌بی موس جو (Moose Jaw/Air Vice Marshal C.M. McEwen Airport) - موس جاو، ساسکاچوان
- CYML (YML) - فرودگاه چارلوویکس - Charlevoix، استان کبک
- CYMM (YMM) - Fort McMurray Airport - فورت مک‌موری، آلبرتا
- CYMO (YMO) - فرودگاه موسونی - Moosonee، انتاریو
- CYMT (YMT) - فرودگاه چیبووگاماو/چاپایس - شیبوکامو، استان کبک
- CYMU (YUD) - فرودگاه اومیوجاک - Umiujaq، استان کبک
- CYMW (YMW) - فرودگاه مانیواکی - Maniwaki، استان کبک
- CYMX (YMX) - فرودگاه بین‌المللی مونترآل-میرابل (Montréal International (Mirabel) Airport) - مونترآل، استان کبک
- CYNA (YNA) - فرودگاه نتشکوئن - Natashquan، استان کبک
- CYNC (YNC) - فرودگاه ومینجی - Wemindji، استان کبک
- CYND (YND) - فرودگاه انحصاری گاتینو-اتاوا (Ottawa/Gatineau Airport) - گاتینو، استان کبک
- CYNE (YNE) - فرودگاه نروژ هاوس - Norway House، مانیتوبا
- CYNH (YNH) - فرودگاه هودسنز هوپ - Hudson's Hope، بریتیش کلمبیا
- CYNJ (YNJ) - فرودگاه لنگلی ریجنل (Langley Airport) - Langley، بریتیش کلمبیا
- CYNL (YNL) - فرودگاه پوینتس نورث لندینگ - Points North Landing، ساسکاچوان
- CYNM (YNM) - فرودگاه ماتاگامی - Matagami، استان کبک
- CYNN - فرودگاه نیانیلینی لیک - Nejanilini Lake، مانیتوبا
- CYNR - فرودگاه فورت مک‌کی/هورایزن - Fort MacKay، آلبرتا
- CYOA (YOA) - فرودگاه اکاتی - Ekati Diamond Mine، نواحی شمال غرب
- CYOC (YOC) - فرودگاه اولد کرو - Old Crow، یوکان
- CYOD (YOD) - سی‌اف‌بی کولد لیک (Cold Lake/Group Captain R.W. McNair Airport) - کلد لیک، آلبرتا
- CYOH (YOH) - فرودگاه آکسفورد هاوس - Oxford House، مانیتوبا
- CYOJ (YOJ) - فرودگاه‌های لول - High Level، آلبرتا
- CYOO (YOO) - فرودگاه اوشاوا - اوشاوا، انتاریو
- CYOP - فرودگاه راینبوو لیک - Rainbow Lake، آلبرتا
- CYOS (YOS) - فرودگاه محلی اوون ساوند بیلی بیشاپ (Billy Bishop Regional Airport) - اوون ساوند، انتاریو
- CYOW (YOW) - فرودگاه بین‌المللی مک‌دونالد-کارتیر اتاوا (Macdonald-Cartier International Airport) - اتاوا، انتاریو
- CYOY (YOY) - سی‌اف‌بی والکرتیر (سی‌اف‌بی والکرتیر) - سی‌اف‌بی والکرتیر، استان کبک
- CYP2 - Halifax (Windsor Park) Heliport - هالیفاکس، نوا اسکوشیا
- CYPA (YPA) - فرودگاه پرینس آلبرت - Prince Albert، ساسکاچوان
- CYPC (YPC) - فرودگاه پولاتوک - Paulatuk، نواحی شمال غرب
- CYPD (YPS) - فرودگاه پورت هاوکس‌بری - Port Hawkesbury، نوا اسکوشیا
- CYPE (YPE) - فرودگاه پیس ریور - Peace River، آلبرتا
- CYPG (YPG) - فرودگاه پورتیج لا پرری/ساوتپورت - Portage la Prairie، مانیتوبا
- CYPH (YPH) - فرودگاه اینوکخوآک - Inukjuak، استان کبک
- CYPK (YPK) - فرودگاه پیت میدوز (Pitt Meadows Regional Airport) - پیت مدوز، بریتیش کلمبیا
- CYPL (YPL) - فرودگاه پیکل لیک - Pickle Lake، انتاریو
- CYPM (YPM) - فرودگاه پیکانگیکوم - Pikangikum، انتاریو
- CYPN (YPN) - فرودگاه پورت منیر - Port-Menier، استان کبک
- CYPO (YPO) - فرودگاه پیوانوک - Peawanuck، انتاریو
- CYPP - فرودگاه پرنت - Parent، استان کبک
- CYPQ (YPQ) - فرودگاه پیترزبورگ - Peterborough، انتاریو
- CYPR (YPR) - فرودگاه پرینس روپرت - Prince Rupert، بریتیش کلمبیا
- CYPS - فرودگاه آبی پمبرتون - Pemberton، بریتیش کلمبیا
- CYPT - فرودگاه پلی آیلند - Pelee، انتاریو
- CYPU (YPU) - فرودگاه پونتزی مانتن - Puntzi Mountain، بریتیش کلمبیا
- CYPW (YPW) - فرودگاه پاول ریور - Powell River، بریتیش کلمبیا
- CYPX - فرودگاه پوویرنیتوک - Puvirnituq، استان کبک
- CYPY (YPY) - فرودگاه فورت چیپواین - Fort Chipewyan، آلبرتا
- CYPZ (YPZ) - فرودگاه برنس لیک - Burns Lake، بریتیش کلمبیا
- CYQA (YQA) - فرودگاه مسکوکا - Muskoka، انتاریو
- CYQB (YQB) - فرودگاه بین‌المللی ژان لوساژ شهر کبک (Jean Lesage International Airport) - کبک، استان کبک
- CYQD (YQD) - فرودگاه پاس - The Pas، مانیتوبا
- CYQF (YQF) - فرودگاه محلی رد دیر - رد دیر، آلبرتا
- CYQG (YQG) - فرودگاه ویندزر - ویندزور (انتاریو)، انتاریو
- CYQH (YQH) - فرودگاه واتسون لیک - Watson Lake، یوکان
- CYQI (YQI) - فرودگاه یرموث - Yarmouth، نوا اسکوشیا
- CYQK (YQK) - فرودگاه کنورا - کنورا، انتاریو
- CYQL (YQL) - فرودگاه شهری لزبریج (Lethbridge Airport) - لث‌بریج، آلبرتا
- CYQM (YQM) - فرودگاه بین‌المللی گریتر مانکتن (Moncton/Greater Moncton International Airport) - مونکتون، نیوبرانزویک
- CYQN (YQN) - فرودگاه ناکینا - ناکینا، انتاریو
- CYQQ (YQQ) - سی‌اف‌بی کوموکس (Comox Airport) - Comox، بریتیش کلمبیا
- CYQR (YQR) - فرودگاه بین‌المللی رجاینا - رجاینا، ساسکاچوان
- CYQS (YQS) - فرودگاه شهری سینت توماس - St. Thomas، انتاریو
- CYQT (YQT) - فرودگاه بین‌المللی تاندر بی (Thunder Bay Airport) - ثاندر بی، انتاریو
- CYQU (YQU) - فرودگاه گرنده پریری - گرند پریری، آلبرتا
- CYQV (YQV) - فرودگاه شهری یورکتن - یورکتون، ساسکاچوان
- CYQW (YQW) - فرودگاه نورث بتلفورد (کامرون مکینتاش) - North Battleford، ساسکاچوان
- CYQX (YQX) - فرودگاه بین‌المللی گندر - Gander، نیوفاندلند و لابرادور
- CYQY (YQY) - فرودگاه سیدنی/جی. ای. داگلاس مک‌کاردی - Sydney، نوا اسکوشیا
- CYQZ (YQZ) - فرودگاه کوسنل - Quesnel، بریتیش کلمبیا
- CYRA (YRA) - فرودگاه دریاچه‌های گمتی/رآی - Gamèti، نواحی شمال غرب
- CYRB (YRB) - فرودگاه رزولوت بی - Resolute، نوناووت
- CYRC - فرودگاه چیکوتیمی/ساینت-هونور - Chicoutimi، استان کبک
- CYRI (YRI) - فرودگاه ریویر دو لوپ - ریوییر-دو-لو، استان کبک
- CYRJ (YRJ) - فرودگاه روبروال - Roberval، استان کبک
- CYRL (YRL) - فرودگاه رد لیک - Red Lake، انتاریو
- CYRM (YRM) - فرودگاه راکی مانتین هاوس - Rocky Mountain House، آلبرتا
- CYRO (YRO) - فرودگاه راک‌کلیف اتاوا (Rockcliffe Airport) - اتاوا، انتاریو
- CYRP (YRP) - فرودگاه کارپ (Carp Airport) - Carp، انتاریو
- CYRQ (YRQ) - فرودگاه تروا ریویر - تروا ریویر، استان کبک
- CYRS (YRS) - فرودگاه رد ساکر لیک - Red Sucker Lake، مانیتوبا
- CYRT (YRT) - فرودگاه رانکین اینلت - Rankin Inlet، نوناووت
- CYRV (YRV) - فرودگاه رولستوک - Revelstoke، بریتیش کلمبیا
- CYSA - فرودگاه شهری استراتفورد - Stratford، انتاریو
- CYSB (YSB) - فرودگاه سودبری (Greater Sudbury Airport) - سودبری بزرگ، انتاریو
- CYSC (YSC) - فرودگاه شربروک - شربروک، استان کبک
- CYSD (YSD) - Suffield Heliport (سی‌اف‌بی سوففیلد) - Suffield، آلبرتا
- CYSE (YSE) - فرودگاه اسکوامیش - Squamish، بریتیش کلمبیا
- CYSF (YSF) - فرودگاه استونی رپیدز - Stony Rapids، ساسکاچوان
- CYSG - فرودگاه سنت گئورگس - Saint-Georges، استان کبک
- CYSH (YSH) - فرودگاه اسمیتس فالز-مونتاگو (Smiths Falls-Montague (Russ Beach) Airport) - Smiths Falls، انتاریو
- CYSJ (YSJ) - فرودگاه سنت جان - سنت جان، نیوبرانزویک
- CYSK (YSK) - فرودگاه سنیکیلواق - Sanikiluaq، نوناووت
- CYSL (YSL) - فرودگاه سنت لئونارد - St. Leonard، نیوبرانزویک
- CYSM (YSM) - فرودگاه فورت اسمیث - Fort Smith، نواحی شمال غرب
- CYSN (YCM) - فرودگاه سنت کاترین/ناحیه نیاگارا - سنت کاترینز (انتاریو)، انتاریو
- CYSP (YSP) - پایگاه هوایی ماراتون - Marathon، انتاریو
- CYSQ - فرودگاه اتلین - Atlin، بریتیش کلمبیا
- CYST (YST) - فرودگاه سینت ترزا پوینت - St. Theresa Point، مانیتوبا
- CYSU (YSU) - فرودگاه سامرساید - Summerside، جزیره پرنس ادوارد
- CYSW - فرودگاه اسپاروود/الک ولی - Sparwood، بریتیش کلمبیا
- CYSY (YSY) - فرودگاه ساخس هاربور - Sachs Harbour، نواحی شمال غرب
- CYSZ - فرودگاه سینت‌آنه‌دسامنتس - Sainte-Anne-des-Monts، استان کبک
- CYTA (YTA) - فرودگاه پمبروک - Pembroke، انتاریو
- CYTB - فرودگاه تیلسانبرگ - Tillsonburg، انتاریو
- CYTE (YTE) - فرودگاه کیپ درسیت -  Cape Dorset ، نوناووت
- CYTF (YTF) - فرودگاه آلما - Alma، استان کبک
- CYTH (YTH) - فرودگاه تامپسون - Thompson، مانیتوبا
- CYTL (YTL) - فرودگاه دریاچ بیگ تراوت - Big Trout Lake، انتاریو
- CYTN - فرودگاه ترنتون - Trenton، نوا اسکوشیا
- CYTQ (YTQ) - فرودگاه تاسیوجاک - Tasiujaq، استان کبک
- CYTR (YTR) - سی‌اف‌بی ترنتن (Trenton Airport) - Trenton، انتاریو
- CYTS (YTS) - فرودگاه تیمینس/ویکتور ام. پاور - تیمینس، انتاریو، انتاریو
- CYTZ (YTZ) - فرودگاه شهری بیلی بیشاپ تورنتو (Toronto/Billy Bishop Toronto City Airport) - تورنتو، انتاریو
- CYUB (YUB) - فرودگاه تاکتویاکتاک/جیمز گرابن - Tuktoyaktuk، نواحی شمال غرب
- CYUL (YUL) - فرودگاه بین‌المللی مونترآل-پییر الیوت ترودو - مونترآل، استان کبک
- CYUT (YUT) - فرودگاه ریپالس بی -  Repulse Bay ، نوناووت
- CYUX (YUX) - فرودگاه هالیون -  Hall Beach ، نوناووت
- CYUY (YUY) - فرودگاه روین‌نرندا - روین-نوراندا، استان کبک
- CYVB (YVB) - فرودگاه بوناونچر - Bonaventure، استان کبک
- CYVC (YVC) - فرودگاه لا رونژ - La Ronge، ساسکاچوان
- CYVD - فرودگاه محلی ویردن/ آر. جی. (باب) اندرو فیلد - Virden، مانیتوبا
- CYVG - فرودگاه ورمیلیون - Vermilion، آلبرتا
- CYVK (YVE) - فرودگاه محلی ورنون - Vernon، بریتیش کلمبیا
- CYVM (YVM) - فرودگاه کیکیکتارجواگ - Qikiqtarjuaq، نوناووت
- CYVO (YVO) - فرودگاه ول-د ار - وال-دور، استان کبک
- CYVP (YVP) - فرودگاه کویواک - Kuujjuaq، استان کبک
- CYVQ (YVQ) - فرودگاه نورمن ولز - Norman Wells، نواحی شمال غرب
- CYVR (YVR) - فرودگاه بین‌المللی ونکوور - ونکوور، بریتیش کلمبیا
- CYVT (YVT) - فرودگاه بوفالو ناروز - Buffalo Narrows، ساسکاچوان
- CYVV (YVV) - فرودگاه ویارتن - Wiarton، انتاریو
- CYVZ (YVZ) - فرودگاه دیر لیک - Deer Lake، انتاریو
- CYWA (YWA) - فرودگاه پتاواوا - Petawawa، انتاریو
- CYWE - فرودگاه وکوه اتی - Wekweeti، نواحی شمال غرب
- CYWG (YWG) - فرودگاه بین‌المللی وینیپگ جیمز آرمسترانگ ریچاردسون (Winnipeg International Airport) - وینیپگ، مانیتوبا
- CYWH (YWH) - فرودگاه ویکتوریا اینر هاربر (Victoria Harbour Water Airport) - ویکتوریا، بریتیش کلمبیا، بریتیش کلمبیا
- CYWJ (YWJ) - فرودگاه دیلاین -  Deline ، نواحی شمال غرب
- CYWK (YWK) - فرودگاه وابش - Wabush، نیوفاندلند و لابرادور
- CYWL (YWL) - فرودگاه دریاچه ویلیامز (Williams Lake Regional Airport) - Williams Lake، بریتیش کلمبیا
- CYWM - فرودگاه اتبسکا - Athabasca، آلبرتا
- CYWP (YWP) - فرودگاه وبکوی - Webequie، انتاریو
- CYWV (YWV) - فرودگاه وینرایب - Wainwright، آلبرتا
- CYWY (YWY) - فرودگاه ریگلی - Wrigley، نواحی شمال غرب
- CYXC (YXC) - فرودگاه بین‌المللی کرانبروک/کندین راکیز - Cranbrook، بریتیش کلمبیا
- CYXD (YXD) - فرودگاه ادمنتن سیتی اسنتر (Edmonton City Centre Airport) - ادمونتون، آلبرتا
- CYXE (YXE) - فرودگاه بین‌المللی ساسکاتون جان گ. دیفنبکر (Saskatoon International Airport) - ساسکاتون، ساسکاچوان
- CYXH (YXH) - فرودگاه مدسین هت - مدیسین هت، آلبرتا
- CYXJ (YXJ) - فرودگاه فورت سینت جان (North Peace Airport) - Fort St. John، بریتیش کلمبیا
- CYXK (YXK) - فرودگاه ریموسکی - ریموسکی، استان کبک
- CYXL (YXL) - فرودگاه سو لوک‌اوت - Sioux Lookout، انتاریو
- CYXN (YXN) - فرودگاه ویل کاو - Whale Cove، نوناووت
- CYXP (YXP) - فرودگاه پانگنیرتونگ - Pangnirtung، نوناووت
- CYXQ (YXQ) - فرودگاه بیور کریک - Beaver Creek، یوکان
- CYXR (YXR) - فرودگاه ارلتون - Earlton، انتاریو
- CYXS (YXS) - فرودگاه پرینس جرج - پرنس جورج، بریتیش کلمبیا، بریتیش کلمبیا
- CYXT (YXT) - فرودگاه منطقه‌ای نورث‌وست (بریتیش کلمبیا) - Terrace and Kitimat، بریتیش کلمبیا
- CYXU (YXU) - فرودگاه بین‌المللی لندن (London Airport) - لندن، انتاریو، انتاریو
- CYXX (YXX) - فرودگاه بین‌المللی ابتسفرد - Abbotsford، بریتیش کلمبیا
- CYXY (YXY) - فرودگاه بین‌المللی اریک نیلسون وایتهورس - Whitehorse، یوکان
- CYXZ (YXZ) - فرودگاه واوا - Wawa، انتاریو
- CYYB (YYB) - فرودگاه نورث بی/جک گارلند (North Bay Airport) - North Bay، انتاریو
- CYYC (YYC) - فرودگاه بین‌المللی کالگری - کالگری، آلبرتا
- CYYD (YYD) - فرودگاه اسمیترس - Smithers، بریتیش کلمبیا
- CYYE (YYE) - فرودگاه فورت نلسون - Fort Nelson، بریتیش کلمبیا
- CYYF (YYF) - فرودگاه منطقه‌ای پنتیکتون (Penticton Airport, Penticton Airport (South Okanagan Regional Airport)) - پنتیکتن، بریتیش کلمبیا
- CYYG (YYG) - فرودگاه شارلوت‌تاون - شارلوت‌تاون، جزیره پرنس ادوارد
- CYYH (YYH) - فرودگاه تالویوک - Taloyoak، نوناووت
- CYYJ (YYJ) - فرودگاه بین‌المللی ویکتوریا - ویکتوریا، بریتیش کلمبیا، بریتیش کلمبیا
- CYYL (YYL) - فرودگاه دریاچه لین - Lynn Lake، مانیتوبا
- CYYM - فرودگاه کاولی - Cowley، آلبرتا
- CYYN (YYN) - فرودگاه شیفت کرنت - سویفت کارنت، ساسکاچوان
- CYYO - فرودگاه وینیارد/فرودگاه صحرایی و. ب. نیدهام - Wynyard، ساسکاچوان
- CYYQ (YYQ) - فرودگاه وینستون چرچیل - Churchill، مانیتوبا
- CYYR (YYR) - سی‌اف‌بی گوس بی (Goose Bay Airport) - Happy Valley – Goose Bay، نیوفاندلند و لابرادور
- CYYT (YYT) - فرودگاه بین‌المللی سنت جان - St. John's، نیوفاندلند و لابرادور
- CYYU (YYU) - فرودگاه کپوسکیسینگ - Kapuskasing، انتاریو
- CYYW (YYW) - فرودگاه آرمسترانگ - Armstrong، انتاریو
- CYYY (YYY) - فرودگاه مون-ژولی - مون-ژولی، استان کبک
- CYYZ (YYZ) - فرودگاه بین‌المللی پیرسون تورنتو (Toronto/Lester B. Pearson International Airport, Pearson Airport) - تورنتو، انتاریو
- CYZD (YZD) - فرودگاه دوونسویو (Downsview Airport) - تورنتو، انتاریو
- CYZE (YZE) - فرودگاه گر بای-مانیتولین - Gore Bay، انتاریو
- CYZF (YZF) - فرودگاه یلونایف - یلونایف، نواحی شمال غرب
- CYZG (YZG) - فرودگاه سللویت - Salluit، استان کبک
- CYZH (YZH) - فرودگاه اسلیو لیک - Slave Lake، آلبرتا
- CYZP (YZP) - فرودگاه سندسپیت - Sandspit، بریتیش کلمبیا
- CYZR (YZR) - فرودگاه سرنیا کریس هدفیلد - سارنیا، انتاریو
- CYZS (YZS) - فرودگاه کورال هاربر - Coral Harbour، نوناووت
- CYZT (YZT) - فرودگاه پورت هاردی - Port Hardy، بریتیش کلمبیا
- CYZU (YZU) - فرودگاه وایت‌کورت - Whitecourt، آلبرتا
- CYZV (YZV) - فرودگاه سپت‌ائیلس - Sept-Îles، استان کبک
- CYZW (YZW) - فرودگاه تسلین - Teslin، یوکان
- CYZX (YZX) - سی‌اف‌بی گرینوود (Greenwood Airport) - Greenwood، نوا اسکوشیا
- CYZY (YZY) - فرودگاه مکنزی - Mackenzie، بریتیش کلمبیا

### CZ
- CZAC (ZAC) - فرودگاه یورک لندینگ - York Landing، مانیتوبا
- CZAM (YSN) - فرودگاه سالمن آرم - سلمون آرم، بریتیش کلمبیا
- CZBA - محله هوایی برلینگتون - Burlington، انتاریو
- CZBB (YDT) - فرودگاه باوندری بی - Delta، بریتیش کلمبیا
- CZBD (ILF) - فرودگاه ایلفرد - Ilford، مانیتوبا
- CZBF (ZBF) - فرودگاه بثرست (نیو برانزویک) - Bathurst، نیوبرانزویک
- CZBM (ZBM) - فرودگاه برومونت - Bromont، استان کبک
- CZEE (KES) - فرودگاه کلسی - Kelesy، مانیتوبا
- CZEM (ZEM) - فرودگاه ایستمین ریور - Eastmain، استان کبک
- CZFA (ZFA) - فرودگاه یوکان فارو - Faro، یوکان
- CZFD (ZFD) - فرودگاه فوند-دو-لاک - Fond-du-Lac، ساسکاچوان
- CZFG (XPK) - فرودگاه پوکاتاواگن - Pukatawagan، مانیتوبا
- CZFM (ZFM) - فرودگاه فورت مک‌فرسون - Fort McPherson، نواحی شمال غرب
- CZFN (ZFN) - فرودگاه تولیتا - Tulita، نواحی شمال غرب
- CZGF (ZGF) - فرودگاه گرند فرک - Grand Forks، بریتیش کلمبیا
- CZGI (ZGI) - فرودگاه گادز ریور - Gods River، مانیتوبا
- CZGR (ZGR) - فرودگاه لیتل گرندز رپیدز - Little Grand Rapids، مانیتوبا
- CZHP - فرودگاه‌های پریری - High Prairie، آلبرتا
- CZJG (ZJG) - فرودگاه جنپگ - Jenpeg، مانیتوبا
- CZJN (ZJN) - فرودگاه سوان رویر - Swan River، مانیتوبا
- CZKE (ZKE) - فرودگاه کاشچوان - Kashechewan First Nation، انتاریو
- CZLQ (YTD) - فرودگاه تیکت پورتیج - Thicket Portage، مانیتوبا
- CZMD (MSA) - فرودگاه مسکرات دم - Muskrat Dam، انتاریو
- CZML (ZMH) - فرودگاه محلی سوت کریبو (108 Mile Ranch Airport) - South Cariboo، بریتیش کلمبیا
- CZMN (PIW) - فرودگاه پیکویتونی - Pikwitonei، مانیتوبا
- CZMT (ZMT) - فرودگاه ماست - Masset، بریتیش کلمبیا
- CZNG (XPP) - فرودگاه پپلار ریور - Poplar River، مانیتوبا
- CZNL - فرودگاه نلسون (بریتیش کلمبیا) - Nelson، بریتیش کلمبیا
- CZPB (ZPB) - فرودگاه دریاچه سچیگو - Sachigo Lake، انتاریو
- CZPC - فرودگاه پینچر کریک - Pincher Creek، آلبرتا
- CZPO - فرودگاه پاین هاوس لیک - Pinehouse Lake، ساسکاچوان
- CZRJ (ZRJ) - فرودگاه دریاچه روند لک (دریاچه ویگمو) - Round Lake، انتاریو
- CZSJ (ZSJ) - فرودگاه دریاچه سندی - Sandy Lake، انتاریو
- CZSN (XSI) - فرودگاه سوت ایندین لیک - South Indian Lake، مانیتوبا
- CZST (ZST) - فرودگاه استیوارت - Stewart، بریتیش کلمبیا
- CZSW (ZSW) - فرودگاه آبی پرینس روپرت - Prince Rupert، بریتیش کلمبیا
- CZTA (YDV) - فرودگاه بلادوین ریور - Bloodvein River، مانیتوبا
- CZTM (ZTM) - فرودگاه شمتوا - Shamattawa، مانیتوبا
- CZUC (ZUC) - فرودگاه شهری ایگنیس - Ignace، انتاریو
- CZUM (ZUM) - فرودگاه آبشار چرچیل - آبشار چرچیل، نیوفاندلند و لابرادور
- CZVL (ZVL) - فرودگاه ادمونتون/ویلنوو (Villeneuve Airport) - Villeneuve، آلبرتا
- CZWH (XLB) - فرودگاه لک برچت - Lac Brochet، مانیتوبا
- CZWL (ZWL) - فرودگاه وولاستون لیک - Wollaston Lake، ساسکاچوان